# Bullockornis planei
Bullockornis planei – gatunek dużego ptaka nielotnego z rodziny Dromornithidae, zamieszkujący w miocenie Australię 15–12 milionów lat temu.
Cechy gatunkuduży ptak o masywnym dziobie i uwstecznionych skrzydłach
Wymiary średniewzrost do ok. 2,5–3 m
masa ciała do ok. 250–300 kg
PożywienieNiepewne. Kształt czaszki sugeruje mięsożerność, ale pozostałe ptaki z tej rodziny były najprawdopodobniej roślinożerne. Mięsożerności może przeczyć również budowa nóg. Być może ptaki te były wszystkożerne. Hipotetyczna mięsożerność oraz rozmiary sprawiły, że nadano jej w języku angielskim potoczną nazwę Demon Duck of Doom, czyli „demoniczna kaczka zagłady”.